# Willi Wietfeldt
Willi Karl Heinrich Wietfeldt (* 6. August 1881 in Braunschweig; † 27. Januar 1969 in Berlin) war ein deutscher Schauspieler.

## Leben
Willi Wietfeldt trat 1935 erstmals in einem Spielfilm auf. Obwohl er in West-Berlin in der Lichterfelder Albrechtstraße 5 (1960 Umbenennung in Memlingstraße) wohnte, arbeitete er, wie zu dieser Zeit auch viele andere, vorrangig bei der DEFA in der SBZ und Ost-Berlin. Außer Rollen in Spielfilmen sind keine weiteren schauspielerischen Aktivitäten bekannt.

## Filmografie
- 1935: April, April!
- 1949: Die Kuckucks
- 1949: Unser täglich Brot
- 1950: Der Kahn der fröhlichen Leute
- 1950: Bürgermeister Anna
- 1950: Familie Benthin
- 1951: Der Untertan
- 1952: Das verurteilte Dorf
- 1953: Anna Susanna
- 1953: Die Prinzessin auf der Erbse
- 1954: Leuchtfeuer
- 1954: Carola Lamberti – Eine vom Zirkus
- 1956: Genesung
- 1956: Der Hauptmann von Köln
- 1956: Thomas Müntzer – Ein Film deutscher Geschichte
- 1957: Sheriff Teddy
- 1958: Sonnensucher